# Comuna Albertslund
Albertslund (Albertslund Kommune) este o comună din regiunea Hovedstaden, Danemarca, cu o suprafață totală de 23,18 km² și o populație de 27.715 locuitori (2011).